# (21606) 1999 FH6
1999 أف إتش 6 (ويعرف أيضًا باسم (21606) 1999 أف إتش 6 وفق تسمية الكوكب الصغير) (بالإنجليزية: 1999 FH6)‏ هو كويكب ضمن حزام الكويكبات؛ وترتيبه 21606 من حيث الاكتشاف.
اكتُشف هذا الجُرم الفلكي بواسطة OCA–DLR Asteroid Survey ‏ في 17 مارس 1999.

## وصلات خارجية
- (21606) 1999 FH6 في قاعدة بيانات مختبر الدفع النفاث لأجرام النظام الشمسي الصغيرة

- الاكتشاف · مخطط المدار ·  العناصر المدارية · المعلمات المادية

- (21606) 1999 FH6 على موقع ويكي سكاي: DSS2, SDSS, GALEX, IRAS, Hydrogen α, X-Ray, Astrophoto, Sky Map, Articles and images